# Capricho (psicología)

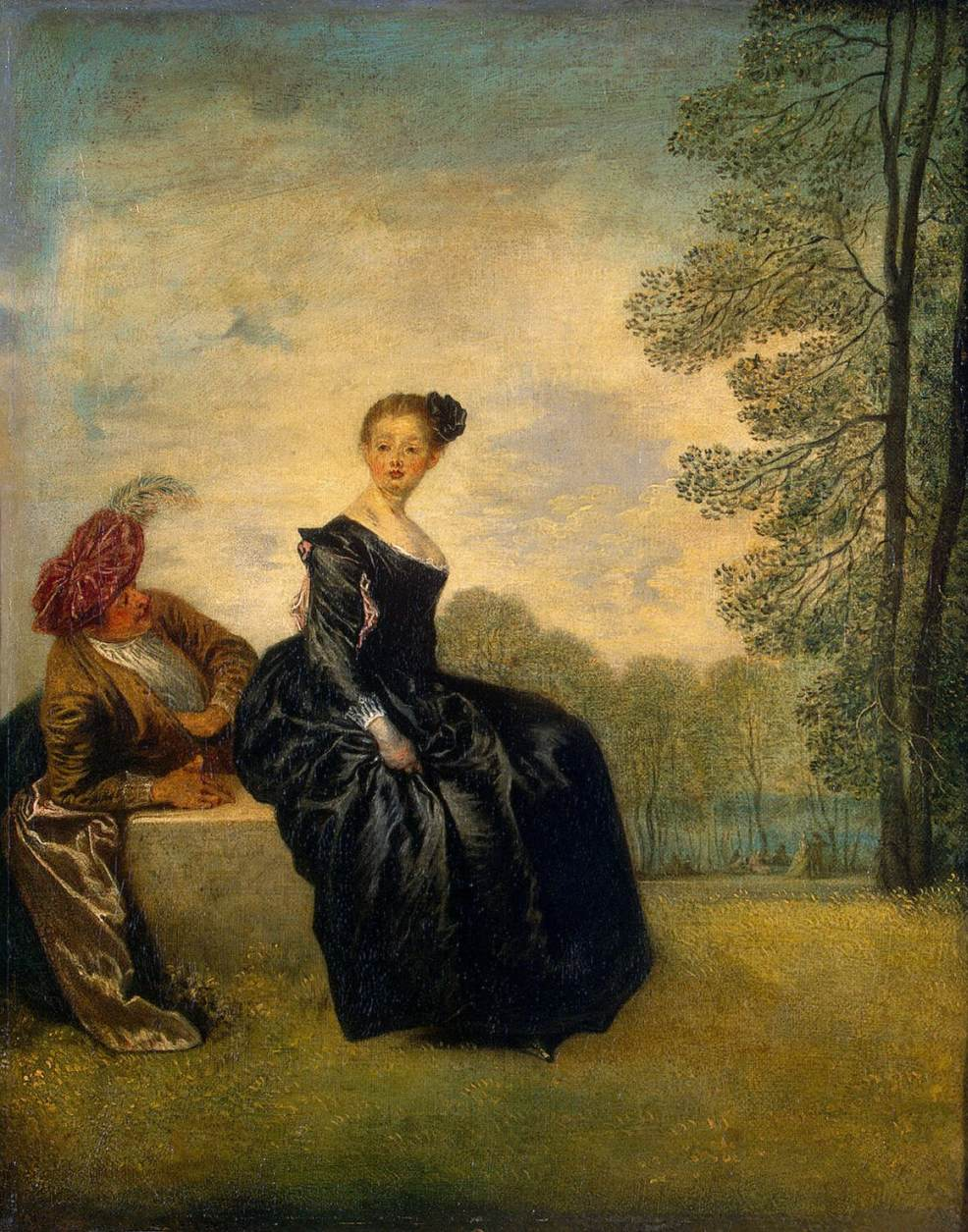
Antoine Watteau - Chica caprichosa

Un capricho es una idea o propósito que uno forma arbitrariamente, fuera de las reglas ordinarias y comunes, sin razón.
Como acto psíquico es un acto de la voluntad imperfecto. Toda su importancia y estudio se reduce al análisis de una perturbación cualquiera de la potencia estimativa que, por flojedad de carácter, voluntad débil o antojos no contrariados, merma a su vez la potencia volitiva y conduce al ser humano, inteligencia libre, a obrar contra razón y contra toda norma moral o equitativa. Del capricho a la aberración del gusto, a la transgresión legal y a la delincuencia, no media gran distancia.
Los caprichos que suelen asaltar a las mujeres embarazadas reciben el nombre de antojos.

## Famosos
Las estrellas de Hollywood y de rock son conocidas por sus peticiones caprichosas. No todas estas peticiones se deben a la excentricidad ya que algunas tienen un propósito práctico. Un ejemplo de esto se encuentra en el grupo Van Halen. Los miembros de esta banda a menudo tenían problemas en sus giras y actuaciones porque los encargados no habían respetado las especificaciones técnicas del contrato, de modo que decidieron empezar a solicitar un cuenco de M&M's en donde no hubiera caramelos marrones. De este modo, si aparecían golosinas de este color era señal de que los organizadores no se habían leído detalladamente el contrato y había que revisarlo todo.